# 文图拉 (加利福尼亚州)
聖布埃納文圖拉（英語：San Buenaventura, California），常簡稱為范朵拉、文圖拉（英語：Ventura），是美國加利福尼亞州文圖拉縣縣治。面積84.6平方公里，2006年人口104,092人。
1782年胡尼佩罗·塞拉神父在當地建立傳教站，1866年建市。蘋果公司於2022年發表的作業系統macOS Ventura以這個城市命名。